# 羅特桑德諾倫山
46°48′2″N 8°20′37″E / 46.80056°N 8.34361°E

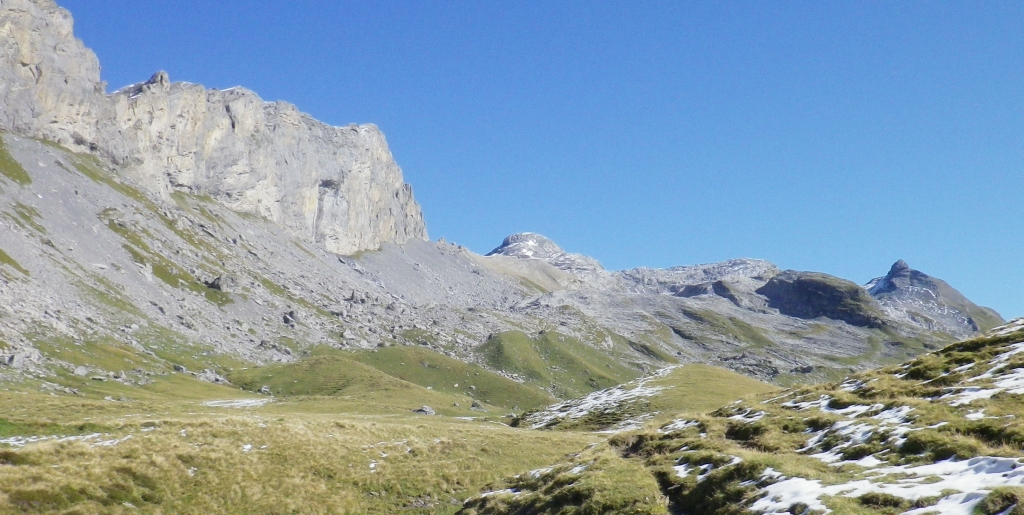

羅特桑德諾倫山（Rotsandnollen），是瑞士的山峰，位於該國中部，處於上瓦爾登州和下瓦爾登州接壤的邊界，屬於烏里山的一部分，海拔高度2,700米，每年平均降雨量2,465毫米。